# Paratoari

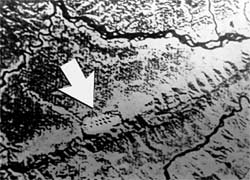
Image satellite de la NASA de la découverte du relief de Paratoari en 1976.

Paratoari, également connu sous le nom de Pyramides de Paratoari, Pyramides de Pantiacolla ou Les Points (en anglais "The Dots") est un site composé de formations naturelles en forme de pyramides dans la province de Manu, dans la forêt tropicale dense du sud-est du Pérou.
Le site est identifié pour la première fois sur la photographie satellite numéro C-S11-32W071-03 de la NASA, publiée en 1976. Par la suite, il a attiré l'attention des aficionados d'Amérique du Sud à travers une série de trois articles qui questionnaient à distance ce que « Les Points » pouvaient réellement représenter (et se sont mis d'accord sur le fait qu'une explication géologique était la plus plausible) dans les numéros de 1977 à 1979 du journal "South American Explorer", écrits sous le pseudonyme "Ursula Thiermann" par Donald James Montague, président du South American Explorers.
Les vingt années suivantes furent pleines de spéculations sur la véritable nature des formations, du fait qu'elles paraissaient espacées symétriquement et d'aspect uniforme, ressemblant à une série de huit pyramides ou plus, alignées par deux et disposées sur au moins quatre rangées. En août 1996, l'explorateur Gregory Deyermenjian de The Explorers Club, basé à Boston, avec ses partenaires péruviens Paulino Mamani, Dante Núñez del Prado, Fernando Neuenschwander, Ignacio Mamani et Machiguenga "Roberto", sa femme "Grenci" et leur fille encore bébé "Reina", furent les premiers à effectuer une visite sur place. Leur étude révéla que Paratoari était constitué de formations naturelles en grès, dont l'emplacement n'est pas aussi symétrique ni la taille si uniforme que le suggérait leur image sur la photographie satellite, et sans aucun signe d'influence d'une culture antique.
Les formations, qui se trouvent à la limite d'une zone plus élevée surplombant une jungle plus basse, ont été considérées comme un modelé naturel, connu sous le nom d'éperon tronqué (comme indiqué 17 ans plus tôt dans le dernier des trois articles d'Ursula Thiermann). Cependant, d'après les images de ces articles, ces éléments constituent un autre type de relief naturel, que les géomorphologues appellent un chevron. Deyermenjian a depuis, en 1999 et 2006, vu et photographié divers sites très similaires dans la région du Río Timpía, avec de curieuses formations naturelles imposantes de forme pyramidale.